# Профессия: ведьма
«Профессия: ведьма» — роман белорусской писательницы Ольги Громыко в жанре юмористического фэнтези. Первая книга из серии «Белорский цикл о ведьме Вольхе».

## Аннотация
Представьте, что вы — правитель небольшого государства, в котором около 2000 жителей. Вас воспринимают, если не как воплотившееся божество, то по крайней мере, как последнюю надежду всего своего рода. Ваше слово для них закон в первой и последней инстанции. Представили?

Идиллию портит только некое чудо-юдо, которое никто не может поймать, и которое весьма неплохо колдует и питается как вашими подданными, так и заезжими колдунами. А какова же будет ваша реакция, когда на запрос о помощи квалифицированного мага, чародеи, словно в насмешку, присылают молодую и неопытную девчонку? Верно — просто расслабиться и получать удовольствие. Уж с ней-то вы точно не соскучитесь.

## Персонажи
Анализируя коммуникативных пространства Ольги Громыко с помощью лингвистического анализатора текстов, А. В. Сайдашева обнаружила, что в её романах «активно используются окказиональные антропонимы, топонимы и авторские неологизмы». Причиной этому — «жанровая специфика произведений (фэнтези) и виртуальность мира, в котором разворачивается действие». Так, имя главной героини — Вольха — является производным от имени Ольга, «белорусский вариант — Вольга, английский — Volha». Имена остальных героев (Лен, Велеена, Ксандр, Валисий) — производные «от привычных для нас имён», некоторые имена — авторские неологизмы, возникшие на основе различных ассоциаций.
- Вольха Редная — адептка 8-го курса Старминской Школы Чародеев, Пифий и Травниц. Главная героиня романа. Сирота, родители и братья умерли от чумы, остальные родственники погибли во время пожара, устроенного солдатами по приказу короля. В возрасте 10 лет вне конкурса была зачислена в Школу, где и обучается профессии мага-Практика. Обладает ершистым характером, золотисто-рыжими волосами, крайним любопытством и не принимает ничего на веру. Благодаря этим качествам — попадает в Догеву.
- Лён (Догева)  — Арр’акктур тор Ордвист Ш’эонэлл, Повелитель Догевы, один из последних беловолосых вампиров. Обладая клановыми способностями воскрешения сородичей и телепатией, с младенчества обречён быть главою государства, объектом поклонения местных вампиров и верховным судьёй в одном лице. Ко всей этой властной мишуре относится с довольно пофигистичным отношением. Свои титулы и церемониальные обязанности он часто забывает и не жаждет вспоминать о них без крайней необходимости. С другой стороны, знает наперечёт всех своих немногочисленных подданных и не брезгует запросто общаться с ними. Шляется по всей Догеве, причём даже старейшины не знают, где его носит (Арр’акктур, конечно, отмахивается руками, ногами и крыльями от любых попыток водворения его в лоно правления, но правитель он превосходный). Дает Вольхе прозвище «Редная», сокращенно В. Редная, по названию её родной деревни «Топлые Реды».
- Валисий (Белория) — полное имя Валисий. Тролль-наемник. В лютую стужу был обнаружен на заднем дворе школы, умирающим от ран. Девять дней пролежал между жизнью и смертью, на десятый день с великим трудом был изгнан из женского общежития. Отношение с Вольхой напоминают отношение кошки с собакой: кошка шипит, собака рычит, одним словом полная гармония. Как всякий уважающей себя тролль, Вал отказывается верить в женский ум и ни за что не называет женщин по имени, а потому, главную героиню называет нейтральным «цыпа». Вместе с Лёном разыграл «спектакль» для невесты последнего.
- Ксан Деянир Перлов — он же магистр Ксандр, он же Учитель. 178 лет от роду. Преподаватель курса практической магии и академический куратор Вольхи Редной. Именно благодаря ему главная героиня и была принята в Старминскую Школу Чародеев, Пифий и Травниц. Так же именно он спас Лёна, а то бросили бы вампира живьем в костер еще новорожденным младенцем.
- Магистр Питрим — директор Старминской Школы Чародеев, Пифий и Травниц. Имеет настолько заковыристое имя, что никто его и не помнит. Ученики обращаются к нему — досточтимый магистр Питрим, преподаватели обходятся без досточтимого, а магистр Ксандр — без магистра. В связи с преподаванием некромантии и особенностями характера, за глаза все зовут его некрохрычом. Питрим является крайним женоненавистником, не любит вампиров и троллей.
- Рычарг — восьмисотлетний дракон, живой экспонат школы, хранитель собственных сокровищ, которые иногда выдает под расписку во временное пользование. Знает множество самых различных историй и весьма искусно их рассказывает. Принципиально не ест людей, считая их источниками никотина, алкоголя и холестерина. Друг Вольхи.
- Келла (Кееланна) — Верховная Догевская Травница, обладает наивысшей после Повелителя властью в долине, с младенчества опекает Лёна (без его согласия). Обладает талантом встречаться всем желающим уединиться догевцам, и пропадать неизвестно куда, если её ищут.
- Крина — вампир. К ней поселили, на время проживания в Догеве, Вольху Редную. Очень гостеприимная и добрая хозяйка.
- Велька (Велеена) — талантливая адептка кафедры Травников, подруга и соседка Вольхи Редной. Помешана на правильном питании и диетах, любит читать эльфийские романы, мечтает встретить идеального мужчину (или в крайнем случае вывести его самостоятельно).
- Важек, Темар, Енька — адепты кафедры Практиков, друзья Вольхи Редной.
- Кориус Переслега — вождь валдаков, некромант, изгнанный из Ковена магов после серии опытов над представителями различных рас во имя получения бессмертия, также известен многими другими деяниями (например, превращением принцессы Волмении в лягушку). На момент повествования находится в розыске.
- Магистр Травник — давний друг и коллега Учителя, отшельник, проживающий в Чернотравной куще. Соглашается взять мантихору Маньку в качестве питомца.
- Кузьмай — ученик Травника, ушлый и пройдошистый парень, несмотря на магическое образование, находится во власти всяческих суеверий.

## Награды
- Дебют года 3-е место — фестиваль фантастики «Звёздный мост» (2003)[источник не указан 776 дней]
- Премия «Меч Без Имени» издательства «Альфа-книга» (2003)[источник не указан 776 дней]

## Критика, отзывы
Борис Невский включил роман в список «10 лучших отечественных книжных дебютов XXI века» журнала «Мир фантастики» . Он отмечает, что книга стала отличным стартом для Громыко, но юмор в ней примитивный по сравнению с более поздними книгами:

Книга о непутёвой ведьме вывела Громыко в авангард отечественной юмористической фантастики. И хотя, честно говоря, юмор в дебютном романе довольно примитивный, приятный язык и симпатичные герои уже с первой книги стали фирменным знаком Громыко. А потом и юмористика у неё заметно «поумнела».— Борис Невский
С ним согласна филолог В. А. Валитова: 

По содержанию первые четыре романа можно отнести к пародии на фэнтези, но по мере того как росло писательское мастерство О. Громыко, пародия сменялась более серьёзным отношением к созданному фэнтезийному миру, хотя от юмора, которым стали знамениты произведения О. Громыко, автор не отказывалась.— «Репрезентация славянской мифологии в творчестве О. Громыко»
Анализируя лексику в Белорском цикле, обнаруживают множество авторских неологизмов и окказионализмов, индивидуально-авторских сложносокращённых слов (Стармин от СТАРый МИНск, Догева от ДОлина ГдЕ ВАмпиры). Окказиональные экспрессивные слова помогают создать речевые характеристики персонажей.

О. Громыко аккуратно относится к литературной норме в романах, но для передачи колоритной речи героев иногда намеренно ее нарушает: использует просторечные выражения, смешивает стили, языки.— «Речевой портрет писателя-блогера (на примере творчества Ольги Громыко)»

## Переводы и адаптации
Роман переведён на чешский и польский языки:
- Povolání: Zaklínačka (2012 год, переводчик Pavel Weigel)
- Zawód: Wiedźma. Część 1 (2007 год, переводчик M. Makarevskaya).

Также роман вышел в варианте аудиокниги (продолжительность 14 часов), текст читает Елена Лихачёва.